# Sala Rossa (Bologna)

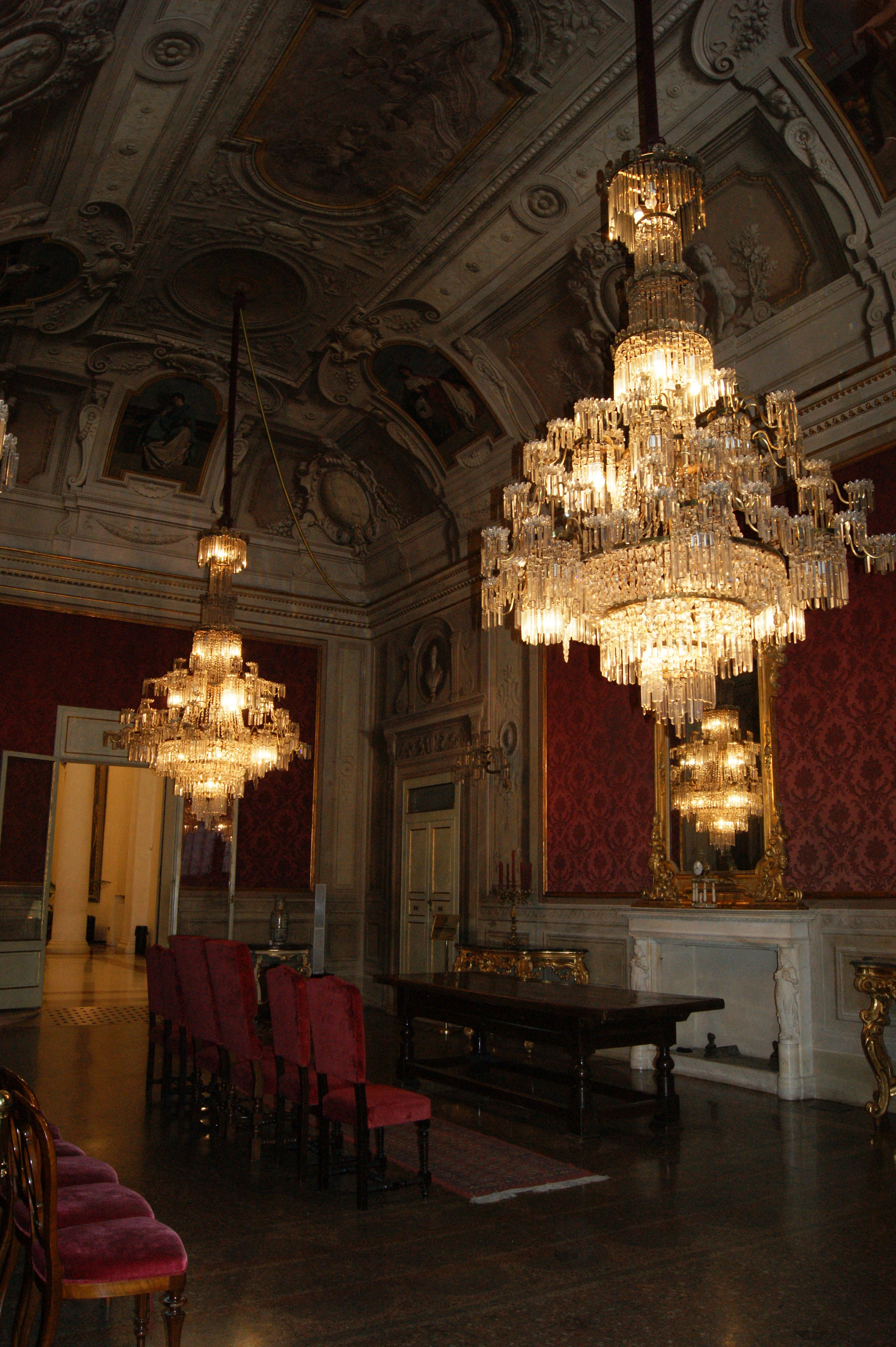
La Sala Rossa a Palazzo d'Accursio.

La Sala Rossa, nel Palazzo del Comune a Bologna, prende il nome dal colore delle tappezzerie con cui fu rivestita nella prima metà del Novecento. Attualmente è adibita a sala per i matrimoni civili.

## Storia
Alla fine del Cinquecento faceva parte dell'ala del palazzo riservata al Senato cittadino, l'organo politico di rappresentanza locale che il Legato di nomina papale condivideva con il locale governo, ed era il luogo di rappresentanza dove si riunivano i senatori per le riunioni più importanti; le stanze adiacenti erano le stanze per le Assunterie (commissioni senatorie che si occupavano di particolari settori di governo).
Nel 1677 la sala principale per le riunioni del Senato fu spostata in quella che è l'attuale Sala del Consiglio comunale.
Nella Sala Rossa veniva conservato il Pallione della Peste, dipinto su seta da Guido Reni con la Madonna e i Santi Protettori di Bologna, oggi conservato in Pinacoteca.
La sistemazione attuale della Sala Rossa risale alla metà del secolo XIX, dopo l'Unità d'Italia, che include due grandi lampadari di cristallo di Boemia in stile impero (probabile dono di nozze di Napoleone alla sorella Elisa Bonaparte Baciocchi nel 1797) e decorazioni della volta a botte eseguite dal decoratore Luigi Samoggia e dal figurista Luigi Busi, con allegorie della prosperità e del progresso.
La sala è stata restaurata mantenendo intatte le sue caratteristiche.

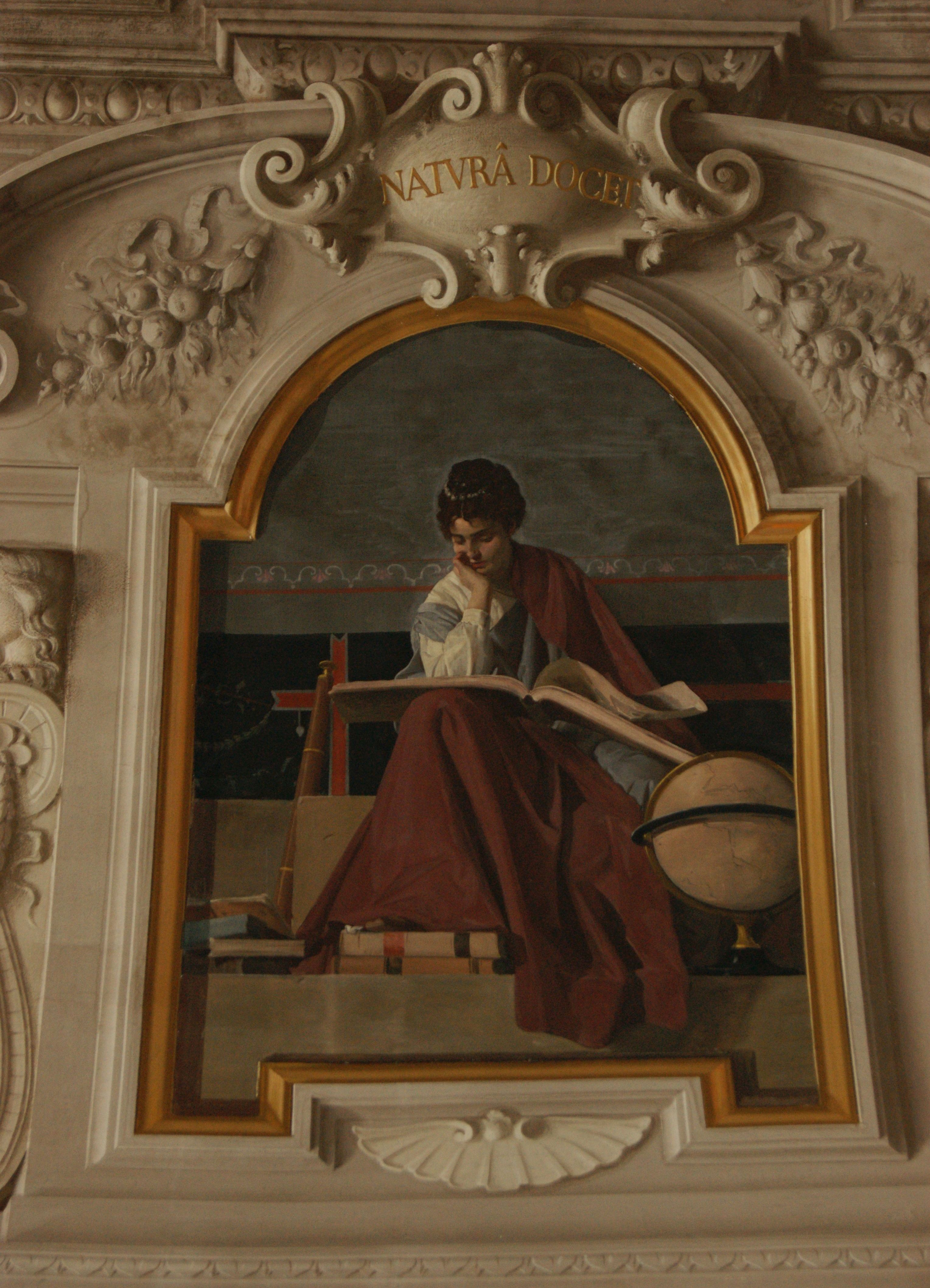
Una allegoria della volta, opera di Luigi Busi.
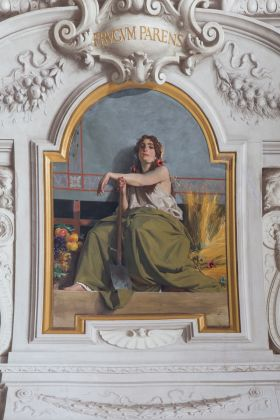
Un'altra allegoria.